# Johann II. (Dreux)
Johann II., genannt der Gute (le Bon) (* 1265; † 1309), war ein Graf von Dreux, Montfort-l’Amaury und Braine und Herr von Montpensier. Er war ein Sohn des Grafen Robert IV. von Dreux und dessen Ehefrau, Beatrix von Montfort.
Johann nahm am Flandernkrieg des Königs Philipp IV. von Frankreich teil. Im Heer des Grafen Robert II. von Artois war er 1297 bei den Eroberungen von Cassel und Béthune dabei, kämpfte siegreich bei Furnes (20. August) gegen ein flämisch-deutsches Aufgebot unter Wilhelm von Jülich und zog in Lille (26. August) ein. Am 11. Juli 1302 kämpfte Johann in der verheerenden Schlacht der goldenen Sporen bei Kortrijk (Courtrai), aber auch 1307 in der siegreichen Schlacht bei Mons-en-Pévèle. Anschließend wirkte an den Friedensunterhandlungen mit.
Nach seinem Tod 1309 wurde er in der Abtei von Longchamp bestattet.
Johann heiratete 1292 Johanna von Beaujeu († 1308), Tochter und Erbin von Humbert II. von Beaujeu-Montpensier, durch die er 1303 die Herrschaft Montpensier erbte. Ihre Kinder waren:
- Robert V. (* 1293; † 22. März 1329), Graf von Dreux und Braine, Herr von Montpensier
- Johann III. (* 1295; † 1331), Graf von Dreux
- Peter (* 1298; † 3. November 1345), Graf von Dreux

Eine zweite Ehe schloss Johann 1308 mit Perenelle von Sully († um 1336), Tochter des Sire Heinrich III. von Sully. Mit ihr hatte er eine Tochter:
- Johanna II. (* 1309; † 1355), Gräfin von Dreux; ⚭ Ludwig, Vizegraf von Thouars († 1370)

## Weblink
- mittelalter-genealogie.de: Johann II. der Gute. Archiviert vom Original am 28. September 2004; abgerufen am 1. Juni 2012.

| Vorgänger  | Amt                                 | Nachfolger |
| ---------- | ----------------------------------- | ---------- |
| Robert IV. | Graf von Dreux und Braine 1282–1309 | Robert V.  |

| Personendaten    | Personendaten     |
| ---------------- | ----------------- |
| NAME             | Johann II.        |
| ALTERNATIVNAMEN  | Jean II. de Dreux |
| KURZBESCHREIBUNG | Graf von Dreux    |
| GEBURTSDATUM     | 1265              |
| STERBEDATUM      | 1309              |